# Antonia de dictadura
Antonia de dictadura va ser una llei establerta pel triumvir Marc Antoni, que impedia admetre la dictadura i fins i tot proposar el seu establiment, sota pena pel que ho vulnerés de poder ser assassinat amb impunitat.